# ماكسيم لينوار
ماكسيم لينوار (بالفرنسية: Maxime Lenoir)‏ هو طيار بطل فرنسي، ولد في 22 ديسمبر 1888 في Chargé ‏ في فرنسا، وتوفي في 25 أكتوبر 1916 في موز في فرنسا.